# 斯特芬·德里森
斯特芬·德里森（德語：Steffen Driesen，1981年11月30日—），德国男子游泳运动员。他曾代表德国参加2000年和2004年夏季奥林匹克运动会游泳比赛，其中2004年奥运会获得一枚银牌。